# Kinect
Kinect (ранее Project Natal) —     бесконтактный сенсорный игровой контроллер, первоначально представленный для консоли Xbox 360, и значительно позднее для Xbox One и PC (Windows). Разработан компанией Microsoft. Основанный на добавлении периферийного устройства к игровой приставке Xbox 360, Kinect позволяет пользователю взаимодействовать с ней без помощи контактного игрового контроллера через устные команды, позы тела и показываемые объекты или рисунки. Цель проекта — увеличить число пользователей Xbox 360. Kinect для консоли Xbox был впервые представлен 1 июня 2009 года на выставке E³. В тот же день фирма Microsoft разослала разработчикам программ более 1000 комплектов средств разработки Kinect. Вышел для консоли 4 ноября 2010 года в США и 10 ноября в Европе. Поставки версии для Windows были начаты 1 февраля 2012 года.

## Технологии
Kinect — это горизонтально расположенная коробка на небольшом круглом основании, которую помещают выше или ниже экрана. Размеры — примерно 23 см в длину и 4 см в высоту. Состоит из двух сенсоров глубины, цветной видеокамеры и микрофонной решетки. Проприетарное программное обеспечение осуществляет полное 3-мерное распознавание движений тела, мимики лица и голоса. Микрофонная решетка позволяет Xbox 360 производить локализацию источника звука и подавление шумов, что дает возможность говорить без наушников и микрофона Xbox Live.
Датчик глубины состоит из инфракрасного проектора, объединённого с монохромной КМОП-матрицей, что позволяет датчику Kinect получать трёхмерное изображение при любом естественном освещении.
Диапазон глубины и программа проекта позволяет автоматически калибровать датчик с учётом условий игры и окружающих условий, например мебели, находящейся в комнате.
Судя по недавнему[когда?] патенту Microsoft, Kinect будет способен распознавать язык жестов. Пока патент касается только ASL, но, возможно, другие языки будут добавлены позже. Ожидается, что это расширит аудиторию пользователей и поможет обучать немых языку жестов.
Однако, согласно официальному комментарию , эта особенность не будет включена в первую версию Kinect из-за сниженного в угоду цене разрешения камер. С другой стороны, Microsoft не отказывается от использования патента — но будет ли это улучшенная версия Kinect или отдельный продукт, пока неизвестно.

## История проекта
Проект Natal основан на программном алгоритме, чипе и инженерном решении израильской компании PrimeSense, впоследствии лицензированном для использования в Microsoft Kinect и Asus Xtion, и веб-камеры ZCam, выпущенной в 2000 г. фирмой 3DV Systems. ZCam является разновидностью TOF-камеры (времяпролётная камера), позволяющей получать трёхмерную видеоинформацию.
Название проект "Natal" следует традиции корпорации «Майкрософт» использовать названия городов в качестве кодовых имен. Директор проекта Алекс Кипман выбрал название бразильского города Натал, чтобы почтить страну своего происхождения и потому, что слово natal связано с рождением, так как Кипман считал, что проект увеличит число пользователей Xbox 360.
Перед E3 2010, 25 марта 2010 корпорация «Майкрософт» разослала приглашения на мировую премьеру проекта «Natal», которая прошла 13 июня в центре «Гален» (англ. Galen Center).
14 июня 2010 проект «Natal» был переименован в Kinect.
16 июня 2011 года Microsoft объявила о выпуске нового устройства Kinect for Windows, а также нового SDK beta.
Коммерческая версия Kinect SDK была выпущена 1 февраля 2012 года.
С этого момента оценить все преимущества нового контроллера смогли не только обладатели Xbox 360, но и пользователи обычных ПК под управлением Windows.
В октябре 2017 года стало известно, что Microsoft прекращает производство Kinect.

## Использование
Компания представила линейку стартовых проектов для Kinect. В неё вошла игра по мотивам Star Wars от LucasArts, новая гоночная игра с ежом Соником Sonic Free Riders, проект от Disney под названием Disneyland Adventures, и танцевальный симулятор Dance Central от MTV Games. Кроме того, покупателям предложен спортивный сборник Kinect Sports (бокс, боулинг, пляжный волейбол, настольный теннис, футбол и легкая атлетика), аркада Kinect Adventures!, которая входит в комплект с контроллером (в комплекте Kinect, Xbox 360 и игра Kinect Adventures), симулятор ухода за питомцем Kinectimals и гоночная аркада Joy Ride. Владельцам Xbox 360 также обещают новый видеочат под названием «Видео сеанс Kinect»..
На выставке Electronic Entertainment Expo 2009 Майкрософт продемонстрировал несколько применений технологии:
- Рикошет — Breakout-подобная игра, в которой используется всё тело для отбивания мячей разбивающих блоки.
- Paint Party — в которой игрок может разбрасывать краску на стену. Игрок может выбирать цвет голосом и использовать позы тела для создания трафаретов.

### Шутеры для Kinect
Игра Harry Potter and the Deathly Hallows: Part I частично адаптирована под Kinect (является отдельным режимом, а в одиночной игре можно пользоваться только геймпадом). Также, на «Игромире 2010» стало известно, что разработчики уже начали адаптировать Call of Duty под Kinect.

## Комплектация
В США комплект продаётся за 149 долларов. В России около 15000 рублей.
В комплекте присутствует:
- само устройство,
- кабель питания,
- руководство пользователя,
- игра (Kinect Adventures)[16].

Также Microsoft выпустила комплекты Kinect с новыми приставками Xbox 360 Slim.